# Manuel Fernández Varela
Manuel Fernández Varela  (Ferrol, 21 de septiembre de 1772–Madrid, 28 de septiembre de 1834) fue un sacerdote católico y teólogo español, comisario general de Cruzada y miembro de la Real Academia de la Historia.

## Biografía

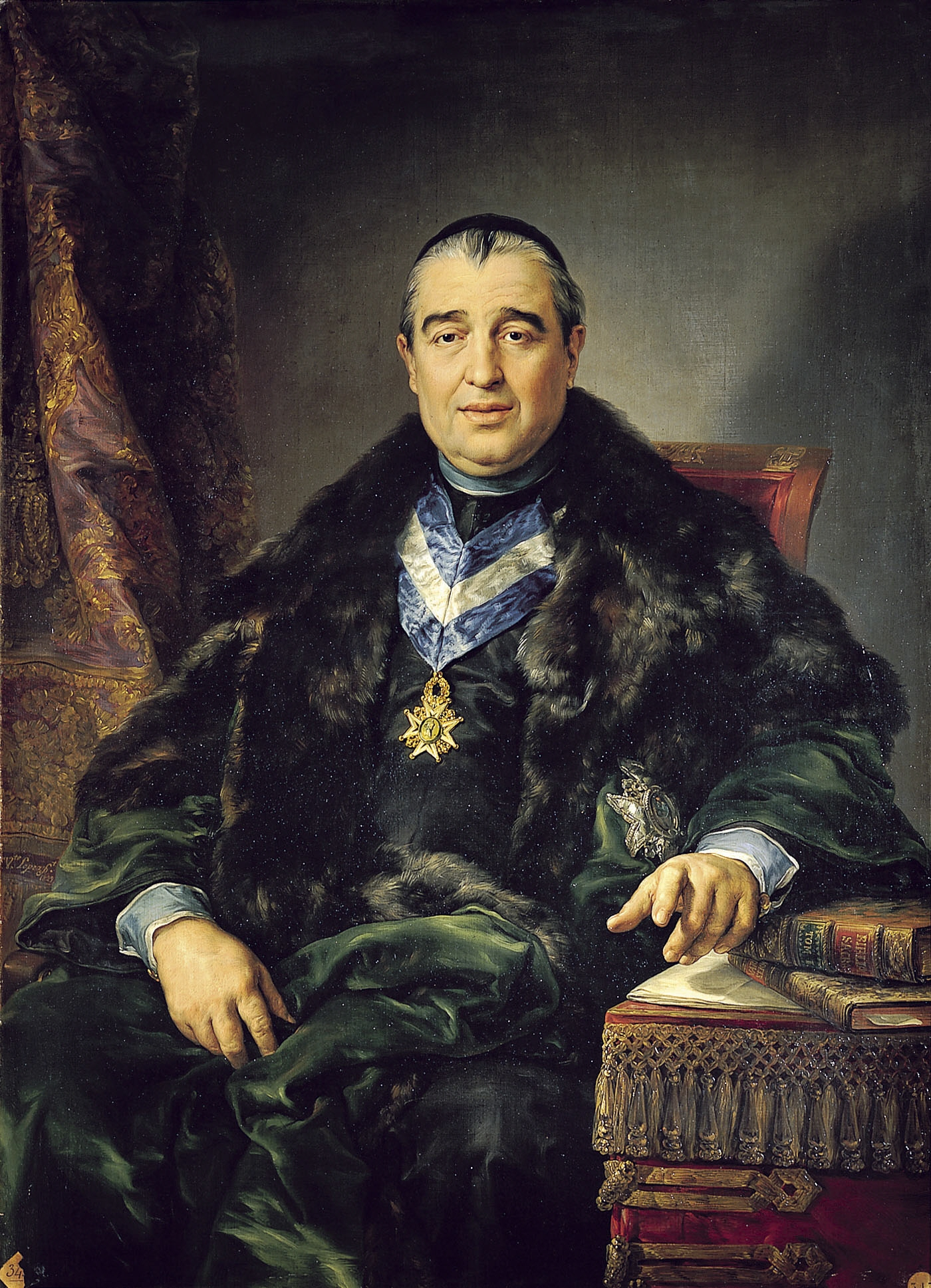
Retrato del canónigo Manuel Fernández Varela por Vicente López Portaña, 1828, Madrid, Real Academia de Bellas Artes de San Fernando.

Doctor en Teología por la Universidad de Santiago de Compostela y correspondiente de la Real Academia de la Historia desde 1802, en 1807 fue designado deán de la catedral de Lugo. Posteriormente fue nombrado arcediano de Madrid, cargo que era dignidad del cabildo de la catedral de Toledo (a cuya archidiócesis pertenecía por entonces Madrid). Así mismo fue predicador de Su Majestad (1815) y de Su Consejo. Hombre de ideas ilustradas a la vez que amigo de Luis López Ballesteros y del duque del Infantado, el 4 de marzo de 1824 Fernando VII lo nombró comisario general de Cruzada y en 1827 le otorgó la gran cruz de la orden de Carlos III con la que lo retrató en 1828 Vicente López.
Culto e influyente, reunió una considerable fortuna. Como mecenas de las artes encargó a Gioachino Rossini su Stabat Mater estrenado el Viernes Santo de 1833 en el convento de San Felipe el Real de Madrid  y al pintor de cámara Vicente López varios retratos reales que regaló junto con el suyo a la Real Academia de Bellas Artes, de la que fue viceprotector. Protector de Larra, por su iniciativa se colocó una placa con el busto de Cervantes en su casa de Madrid, para que no se perdiera la memoria del hecho, además de costear la estatua del escritor situada en plaza de las Cortes.
Benito Pérez Galdós le dedicó una afectuosa semblanza en Los apostólicos, penúltimo episodio de la segunda parte de los Episodios nacionales, donde lo describía como hombre generoso y de trato distinguido, amante de las artes y las letras:

Su corazón generoso, su amor a la esplendidez, a las artes, a las letras, a todo lo que fuera distinguido y antivulgar, su trato cortesano, las cuantiosas rentas de que dispuso hacían de él un verdadero prócer, un Mecenas, un magnate, superior por mil conceptos a los estirados e ignorantes señorones de su época, a los rutinarios y suspicaces ministros. Era la figura del Sr. Varela arrogante y simpática, su habla afabilísima y galante, sus modales muy finos. Vestía con magnificencia y adornaba el severo vestido sacerdotal con pieles y rasos tan artísticamente que parecía una figura de otras edades. En su mesa se comía mejor que en ninguna otra, de lo que fueron testimonio dos célebres gastrónomos, a quienes convidó y obsequió mucho. El uno se llamaba Aguado, marqués de las Marismas, y el otro Rossini, no ya marqués, sino príncipe y emperador de la Música [...] En efecto, la mesa de este generoso y espléndido sacerdote era la mejor de Madrid. A sus salones de la plazuela de Barajas concurría gente muy escogida, no faltando en ellos damas elegantes y hermosas, porque, a decir verdad, el Sr. Varela no estaba por el ascetismo en esta materia.

Murió en Madrid a causa del cólera en 1834.